# Schöne Höhe
Die Schöne Höhe ist ein 327,9 m ü. HN hoher Berg am Westrand des Elbsandsteingebirges, in unmittelbarer Nachbarschaft zum Schönfelder Hochland, in Sachsen. Auf dem Gipfel befindet sich ein neogotisches Schloss mit Aussichtsturm.

## Lage und Umgebung
Die Schöne Höhe liegt zwischen den Ortsteilen Dittersbach und Elbersdorf der Gemeinde Dürrröhrsdorf-Dittersbach im Landkreis Sächsische Schweiz-Osterzgebirge.

## Geschichte

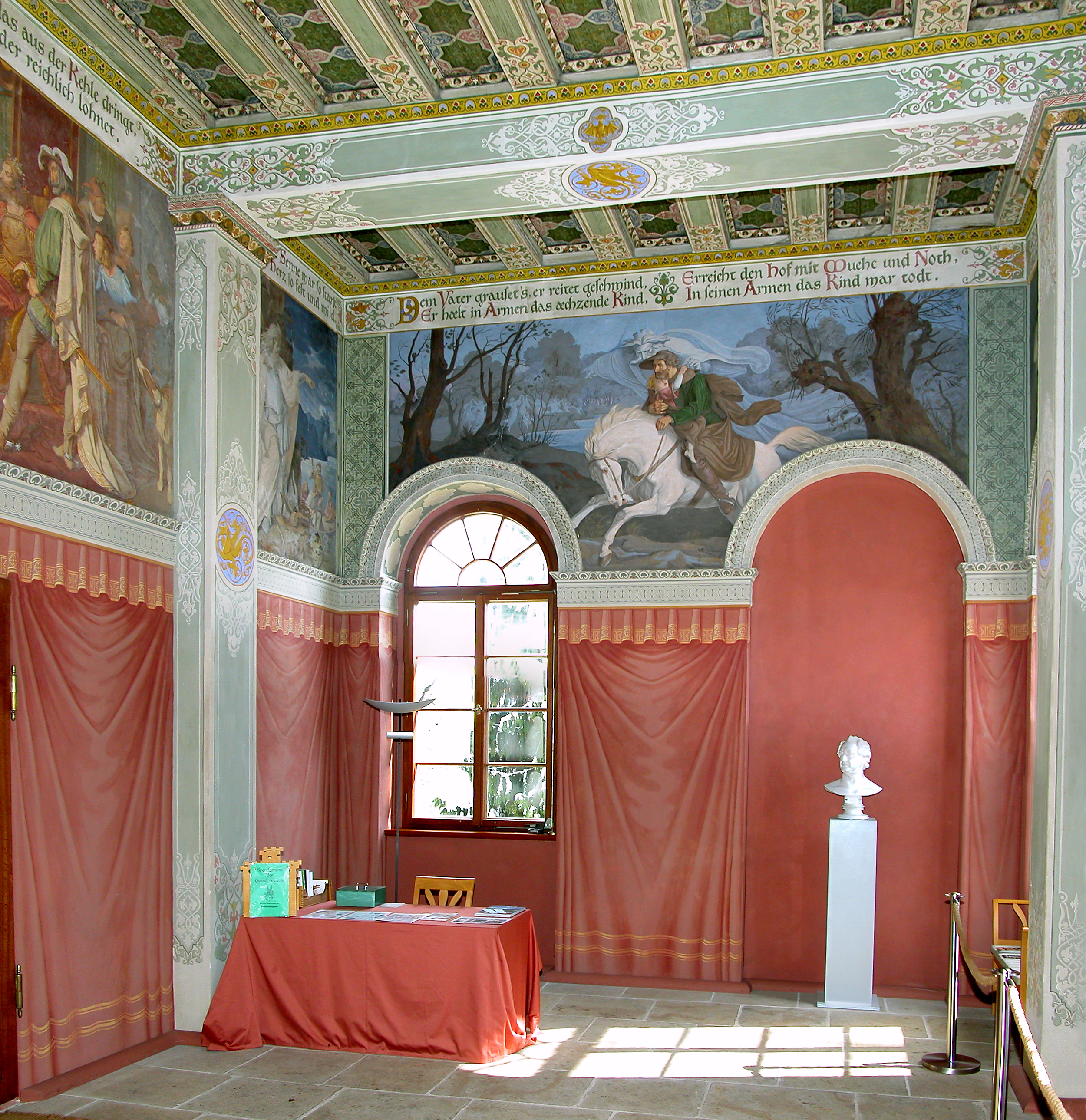
Freskensaal im Erdgeschoss

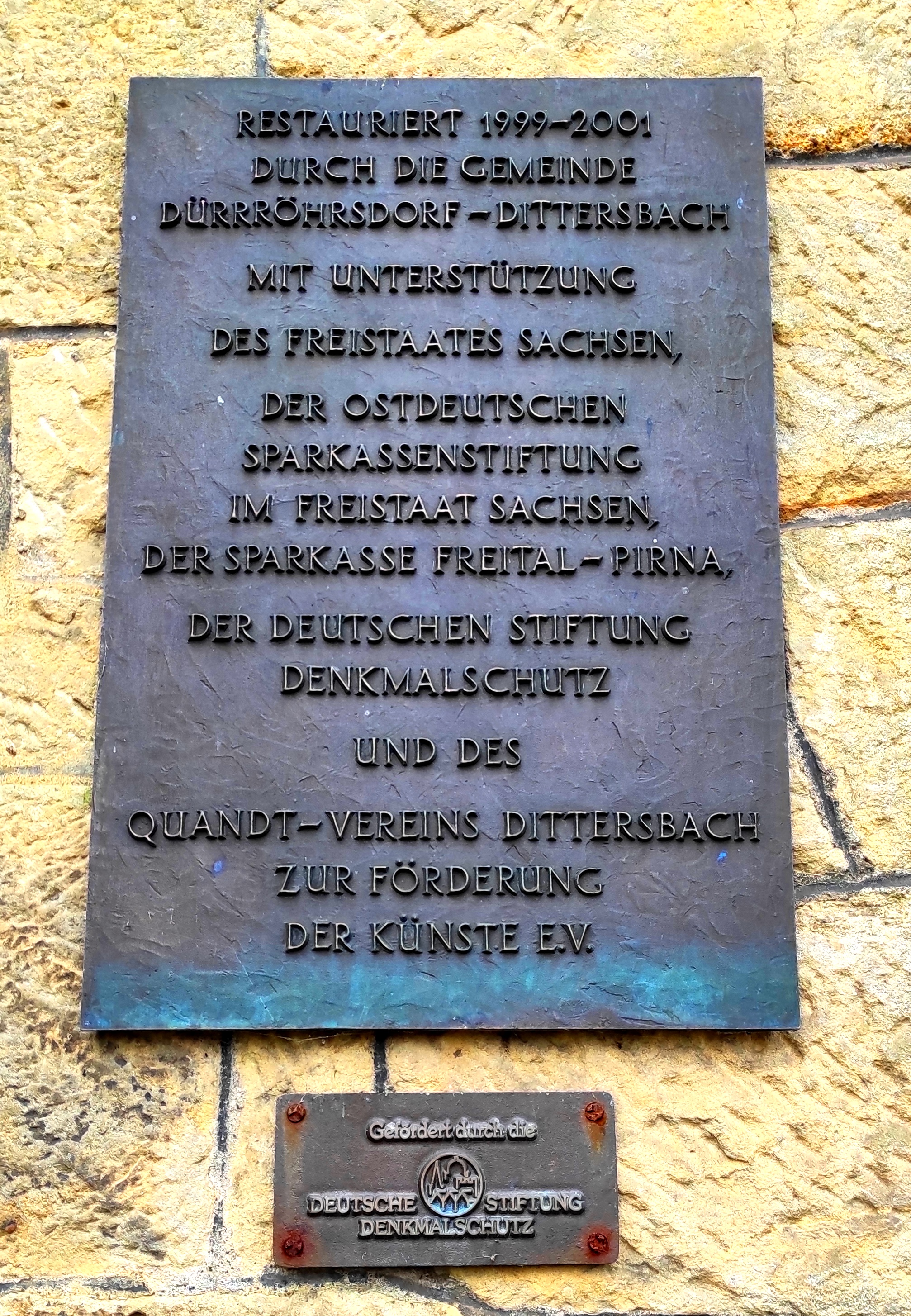
Gedenktafel am Turm auf der Schönen Höhe

Das turmartige Bauwerk wurde 1831–1833 im Auftrag des Rittergutsbesitzers Johann Gottlob von Quandt, einem Kunstmäzen und Goethe-Verehrer, nach Plänen von Joseph Thürmer zu Ehren des Dichters errichtet. Bei der Grundsteinlegung wurde ein Brief Johann Wolfgang von Goethes eingemauert, in dem er sich nach dem Zustand der Besitzungen von Quandts erkundigte, da er annahm, sie seien im Zuge der Unruhen um 1830 zu Schaden gekommen. Das Innere des Turmschlosses ließ von Quandt im Jahre 1836 durch Carl Gottlieb Peschel mit Fresken zu den Goethe-Balladen Der Sänger, Der Fischer, Erlkönig, Geistesgruß, Der König in Thule sowie zum Märchen von der grünen Schlange ausschmücken. Die Gestaltung der Wände und die Deckenmalerei wurde nach Entwürfen von Gottfried Semper ausgeführt.
Das 1925 an die Stadt Dresden verkaufte Lustschloss wurde dieser 1994 rückübertragen und 1997 an die Gemeinde Dürrröhrsdorf-Dittersbach veräußert, von der es umfassend restauriert wurde. Der 1836 angelegte Park ist nur noch teilweise erhalten.
Die Aussichtsplattform bietet einen weiten Rundblick ins Osterzgebirge, in die Sächsische Schweiz, nach Stolpen und in die Oberlausitz.